# التصاق ملتحمي
الالتصاق الملتحمي (بالإنجليزية: Symblepharon)‏ هو التصاق جزئي أو كُلي بين ملتحمة الجفن وملتحمة الصلبة في العين. ينتج هذا الالتصاق إما بسبب مرضٍ (توابع الملتحمة من التراخوما) أو صَدمة. قد يحدث الالتصاق الملتحمي بسبب شبيه الفقاع الندبي والحالات الشديدة من العد الوردي. نادرًا ما يكون الالتصاق الملتحمي خلقيًا.[بحاجة لمصدر]